# Franz Xaver Clavel
Franz Xaver Clavel (* 1729 in Gammertingen; † 1793 in Scheer) war ein deutscher Beamter des 18. Jahrhunderts, dessen Tätigkeitsschwerpunkt in den katholisch geprägten Territorien im Umfeld von Vorderösterreich lag.  

## Leben
Franz Xaver Clavel wurde als Sohn des Gutsbesitzers, Gastwirt und Oberschultheißen Heinrich Clavel (* 1702; † unbekannt) geboren, der eine angeheiratete ansehnliche Landwirtschaft betrieb; seine Mutter war Anna Maria Behr (* 1702; † 1795). Seine Ahnen stammten aus Savoyen und seine Großeltern, die anfangs noch mit Pfannen und Eisenblech auf dem Land umherziehend handelten, hatten sich in Trochtelfingen niedergelassen. Seine Geschwister waren:
- Maria Veronika Clavel (* 1724, † unbekannt);
- Franz Joseph Clavel (* 1725, † unbekannt);
- Stephan Clavel (* 1727; † unbekannt).

Als er die Schule besuchen sollte, wurde er zu seinem Onkel, Oberamtsrat Joseph Benedikt Clavell de Hoffen (1700–1771) in Meßkirch gesandt. Dieser übernahm nun die weitere Erziehung. Nach einigen Jahren kam er auf die Lateinschule des Klosters Zwiefalten. Sechs Jahre blieb er dort und ging dann zum philosophischen Studium an die Universität Dillingen. Dort war er im Konvikt untergebracht. Weil er mehrmals abends verspätet im Konvikt eintraf, wurde er ohne weitere Untersuchung von der Schule ausgeschlossen. Sein Vater schickte ihn daraufhin zum Studium der Rechtswissenschaften an die Universität Straßburg.
Nach Beendigung seines Studiums kam er zur praktischen Ausbildung in das Oberamt Altdorf in Weingarten und von dort aus weiter nach Hechingen. Nach einigen Jahren reiste die Gräfin von Zollern nach Wien und Franz Xaver Clavel wurde dazu bestimmt, sie als Sekretär zu begleiten. Er nutzte hierbei die Gelegenheit und suchte das Gespräch mit Gelehrten.
Kurz nach seiner Rückkehr aus Wien trat er 1756 als Obervogt in die Dienste des Freiherrn von Späth in Untermarchtal. Dort blieb er jedoch nur zwei Jahre. 1758 wurde er als Hofrat und Kanzlei-Verwalter in gräflich-truchsessische Dienste nach Dürmentingen berufen. Zwei Jahre zuvor war Graf Joseph Wilhelm Eusebius von Waldburg-Friedberg-Scheer gestorben und der Amtsvorgänger des Kanzlei-Verwalters versetzt worden. Dieser hatte die Verwaltung und Rechtsprechung verfallen lassen. So wurden bis 1747 noch Hexen in Dürmentingen verbrannt. Seinerzeit herrschte noch das Gebot, dass die Jagd das Vorrecht des Regenten sei, so dass die Untertanen es hinnehmen mussten, wenn ihre Aussaat abgefressen und umgewühlt wurde. Nahe bei Dürmentingen hatten die Grafen und Truchsesse von Waldburg einen weitläufigen Tiergarten mit einer größeren Anzahl an Rot- und Schwarzwild. Allerdings war der Zaun des Wildparks schadhaft, und dies führte dazu, dass die Wiesen und Saaten verheert wurden und die Bauern keinen Ackerbau auf den angrenzenden Feldern betrieben, so dass im Winter große Not herrschte. Nach dem Tod des Grafen Joseph Wilhelm Eusebius waren die Ortschaften Scheer und Dürmentingen an den Grafen Leopold August von Waldburg-Friedberg-Scheer übergegangen, den letzten Spross der Truchseß-Scheerischen Linie.
Franz Xaver Clavel führte nun Ordnung und Pünktlichkeit in der Kanzlei ein und gewann aufgrund seiner Unparteilichkeit die Gunst des Grafen als auch der Untertanen. Seine Neuordnung der Justiz wurde in der Folge als vorbildlich für ganz Schwaben erachtet. Um den Bestand des Wildes zu vermindern, nutzte er die Gelegenheit, mit dem Grafen zu sprechen, da dieser sich immer bei ihm aufhielt, wenn er den Wildpark besuchte. Um nicht als Feind der Jagd zu gelten, begleitete er den Grafen häufig auf den Jagden und schoss auch selbst Wild, wies jedoch auch immer auf die Folgen des großen Wildbestandes hin.
In seinen Verantwortungsbereich fiel auch der Ort Unlingen in der Herrschaft Bussen. Der Pfarrer dieses Ortes, Dekan Franz Karl Christoph Kleber (1710–1785), legte sehr viel Wert auf die Immunität seines Standes. An einem Sonntag im September 1758 erlaubte er seinen Pfarrkindern, aufgrund des guten Wetters, Flachs vom Feld einzuholen. Franz Xaver Clavel bewertete diese Erlaubnis als Verstoß gegen das Gebot der Herrschaft, an einem Sonntag nicht zu arbeiten und bestrafte, mit Unterstützung des Grafen, nicht nur den Pfarrer, sondern auch das Gesinde des Nonnenklosters Unlingen, einige davon mit Arrest. Hierauf gab der Pfarrer eine schriftliche Erklärung ab, dass er die Herrschaft nicht habe angreifen wollen, sondern eine Anzeige bei der weltlichen Behörde wegen der Eile unterblieben sei. Franz Xaver Clavel wurde mehrmals vor das Geistliche Gericht nach Konstanz zitiert, mit dem Vorwurf, er ignoriere die geistliche Immunität. Weil er weder diesen Vorladungen folgte, noch die Geldstrafe zahlte, wurde er am 27. Januar 1760 exkommuniziert. Vermutlich war dies ein einmaliges Beispiel, dass ein Laie den Kirchenbann erhielt, weil er die Kirchensatzungen zu eifrig beschützt hatte. Nach diesem Dekret durften die Pfarrangehörigen keinen Umgang mehr mit ihm pflegen und mussten ihm auch nicht mehr Folge leisten. Hiergegen ließ Graf Leopold August ein Schreiben veröffentlichen, in denen er die Exkommunikation für nichtig erklärte und seinen Untertanen verbot, sich daran zu halten. Bis gegen Ende 1762 dauerte dieser Kirchenbann, bis Kaiserin Maria Theresia hiervon erfuhr, und sich an den Bischof von Konstanz, Franz Konrad von Rodt, wandte und die Exkommunikation für nicht erklärte. Gleichzeitig verbot sie Franz Xaver Clavel, beim Bischof um Absolution zu bitten. Nach einer längeren Korrespondenz zwischen dem Grafen Leopold August und dem Bischof zu Konstanz wurde der Streit gütlich beigelegt.
Im Oktober 1764 starb Graf Leopold August in Donaueschingen. Ihm folgte sein Bruder Franz Karl Eusebius von Waldburg-Friedberg und Trauchburg, Fürstbischof von Chiemsee, der bereits seit zwanzig Jahren Trauchburg und Kißlegg regierte. Dieser legte keinen Wert auf die Jagd, so dass Franz Xaver Clavel begann, sich mit dem Gartenbau zu beschäftigen. Er legte einen Kräutergarten an, pflanzte Bäume und erlernte das Pfropfen unter Anleitung von Gartenbüchern. Von der Gärtnerei ausgehend, begann er sich mit dem Ackerbau zu beschäftigen und die zugehörigen Grundlagen zu studieren. Hierzu las er die Werke von Johann Heinrich Gottlob von Justi, Henri Louis Duhamel du Monceau und Victor Riquetti sowie Noël Chomels Lexikon und weitere ökonomische Bücher. Nun begann er zu seiner Amts-Länderei noch eigene Äcker zu erwerben, beschaffte sich Geschirr und stellte einen Knecht ein. Er unterwies diesen selbst, und, da dieser lesen konnte, gab er ihm einige Lehrbücher zum Studium. Er baute 1768/69 als erster in der Gegend Klee als Futtermittel an und weil die Saat teuer war, sorgte er dafür, dass das Rentamt einen Vorrat anschaffte und diesen zu mäßigen Preisen abgab. Allerdings fanden sich anfangs nur zwei Landwirte, die Klee anbauten, weil das Vorurteil gegen den Kleeanbau noch zu groß war, da dieser in der Vergangenheit noch nicht angebaut worden war. Hierauf verpflichtete er seine Bauern in einer "Weideordnung", Klee anzubauen. Diese beschwerten sich daraufhin beim Grafen Franz Karl Eusebius, allerdings ohne Erfolg. Franz Xaver Clavel machte daraufhin die Randbemerkung: Herr verzeih ihnen, sie wissen nicht was sie tun. Ihre Halsstarrigkeit geht aber so weit, daß sie lieber nach Ungarn ziehen, als eine Handvoll Klee bauen. Der Kleeanbau setzte sich durch und wurde bereits 1786 vom Volk als Herrgottsbrod bezeichnet.
1772 starb der Fürstbischof von Chiemsee und die Grafschaft Friedberg sowie die Herrschaften Scheer, Dürmentingen und Bussen kamen an die Wolfegg- und Wurzachische Linie der Grafen von Waldburg.
1781 erfolgte seine Versetzung als Oberamtmann nach Scheer. 1785 gab es Überlegungen der Waldburgischen Familie, die Herrschaften Scheer, Dürmentingen und Bussen an den Fürsten Karl Anselm von Thurn und Taxis zu verkaufen. Hierzu wurde Franz Xaver Clavel zu Verhandlungen nach Regensburg entsandt. Während seines Aufenthaltes gelang es ihm außerdem, das seit langer Zeit erloschene Trauchenburgische Stimmrecht beim Schwäbischen Kreis wiederherzustellen. 1786 erwarb der Fürst die genannten Herrschaften.
Unter der neuen Regierung begann er auch in Scheer als Erster mit dem Klee-Anbau sowie weiterer Futterkräuter. 1790 erschien die landesherrliche Kommunal-Ordnung, ein bürgerliches Gesetzbuch, bei deren Entwurf er den größten Anteil entwickelt hatte. Hierbei arbeitete er eng mit dem Präsidenten der fürstlichen Landesregierung in Regensburg, dem Freiherrn Karl von Eberstein (1761–1833), zusammen. Ebenso wirkte er mit bei der Einrichtung einer Brand-Versicherungsgesellschaft, die 1791 gegründet wurde.
Franz Xavel Clavel war auch schriftstellerisch tätig und veröffentlichte seine Werke teilweise unter dem Kürzel F. X. C.
Während seines Aufenthaltes in Untermarchtal heiratete er eine geborene Payrin, mit der er drei Söhne und zwei Töchter hatte:
- Anton Joseph Clavel (* unbekannt; † 1831), Oberdomänenrat im Hause Thurn und Taxis, verheiratet in 1. Ehe mit Euphrosyne Grimm und in 2. Ehe mit einer geborenen Schindt;
- Leopold Clavel, Polizeikommissar bei der Vorderösterreichischen Polizei-Kommission in Freiburg;
- Anna Clavel;
- Antonie Clavel;
- ein namentlich nicht bekannter Sohn fiel als Soldat in der Schlacht bei Jemappes.

## Schriften (Auswahl)
- Pro-Memoria über die- in dem Reichs-Erbtruchseß-Friedberg-Scheerischen- in der Oesterreichischen Manns-Inhabungs-Herrschaft Bussen gelegenen Flecken Unlingen im September 1758. durch ärgerlichen Vorgang des daselbstigen Pfarrers von einigen Unterthanen beschehene Sonntags-Entheiligung, und hieraus durch falsche Vorgebungen bedittenen Pfarrers mit der Curia Episcopali erwachsene- und endlich bis auf eine Excommunication des Hoch-Gräflich-Dürmentingischen Rath und Canzley-Verwalters Herrn Clavels hinausgelossene Weiterungen Scheer, den 30. Januarii, 1760. 1760.
- Ökonomische Untersuchung die Sperrung der Frucht-Ausfuhr betreffend. Ulm 1768.
- Freymüthige Briefe über die von der Krone Frankreich gemachte Eroberung der Insel Corsica : denen in Herrn Boswells Beschreibung von Corsica aufgestellten Grundsätzen entgegen gesetzt; mit Anmerkungen über verschiedene andere wichtige und angenehme Gegenstände. Frankfurt und Leipzig 1770.
- Überzeugender Beweis, daß eine etwas länger andauernde Getraidesperre gegen die Schweiz den Schwäbischen Kreis in kurzem gänzlich zu Grunde richten müsse. Ulm 1772.
- Memorial an die Fr. Fürstinn von B. von den B.schen Unterthanen, den Kleebau und den Zehnten hiervon betref. 1777.
- Franz Xaver Clavel; Georg Michael Frank von La Roche: Briefe über das Mönchswesen. 1780.